# 滿田誠
滿田誠（1999年7月20日—），日本足球運動員，日本國家足球隊成員，司職前鋒，現效力日職球隊廣島三箭。

## 俱樂部生涯
广岛三箭主场2-0击败名古屋鲸鱼，满田诚攻入职业生涯处子球。

## 國家隊生涯
2022年7月13日，满田诚入选日本国家足球队征战2022年东亚杯的26人大名单。 7月27日，2022年东亚杯第三轮比赛，满田诚于第87分钟替补登场，帮助日本队3-0战胜韩国，以2胜1平获得东亚杯冠军。

## 外部連結
- 日本職業足球聯賽中的滿田誠 （日語）
- 滿田誠的X（前Twitter）